# Зекцер, Давыд Маркович
Давыд Маркович Зекцер (5 мая 1923, Четатя-Албэ, Бессарабия, Румыния, ныне Белгород-Днестровский — 2017, Харьков) — советский и украинский ученый-электротехник, кандидат технических наук (1966).

## Биографические сведения
Учился в еврейской школе Тарбут, после нее с отличием окончил румынский лицей (с медалью Франца Фердинанда). В 1941 окончил советскую среднюю школу.
Участник Великой Отечественной войны, в РККА с декабря 1941 года, воевал в пехоте, награждён медалями «За победу над Германией» и «За отвагу» (1947), Орденом Отечественной войны I степени (1985).
В 1943 после тяжелого ранения был демобилизован по инвалидности, после чего поступил в Ленинградский электротехнический институт (факультет автоматики, телемеханики и связи на железнодорожном транспорте), который закончил с красным дипломом.
В 1948—1976 работал на Харьковском электромеханическом заводе «Транссвязь» (инженер, начальник производства, заместитель главного инженера по новой технике). Параллельно закончил Высшие экономические курсы при Харьковском институте радиоэлектроники и курсы руководящих работников при Московском инженерно-экономическом институте им. С. Орджоникидзе.
В 1966 году защитил кандидатскую диссертацию в Москве в Центральном научно-исследовательском институте при Министерстве путей сообщения.
В 1976—1992 заведовал сектором прогнозирования и оценки технического уровня низковольтных аппаратов во Всесоюзном научно-исследовательском институте электроаппаратостроения.
С 1992 года — заведующий Лабораторией проблем электроаппаратостроения Комлексного инновационного центра Института проблем машиностроения Академии наук Украины.

## Научная деятельность
Получил 30 авторских свидетельств за изобретения, опубликовал 190 научных статей и монографий. Награждён знаками «Изобретатель СССР». 
Специалист в области релестроения, присвоено звание «Почетный железнодорожник СССР» за пуск первой очереди Киевского метрополитена. 
Книги:
- Алехин К. А., Зекцер Д. М. Кодовые диспетчерские реле. — М.: Госэнергоиздат, 1961.
- Зекцер Д. М., Чернявская Э. З. Кодовые электромагнитные реле: научное издание. — 2-е изд., перераб. — М.: Энергия, 1978. — 104 с.
- Зекцер Д. М. За честь, достоинство и гордость еврейского народа. — Харьков: Каравелла, 2003. —— 291 с.
- Зекцер Д. М. Особенности маркетинга низковольтных электрических аппаратов. — Харьков: РЦНИТ, 2008.
- Зекцер Д. М. Евреи — лауреаты Нобелевской премии 1900—2013. — Харьков: «Типография Мадрид», 2014.
- Зекцер Д. М. Участь євреїв в боях на всіх фронтах Другої світової війни. — Харьков: Точка, 2018. — 325 с.